# Ретабло

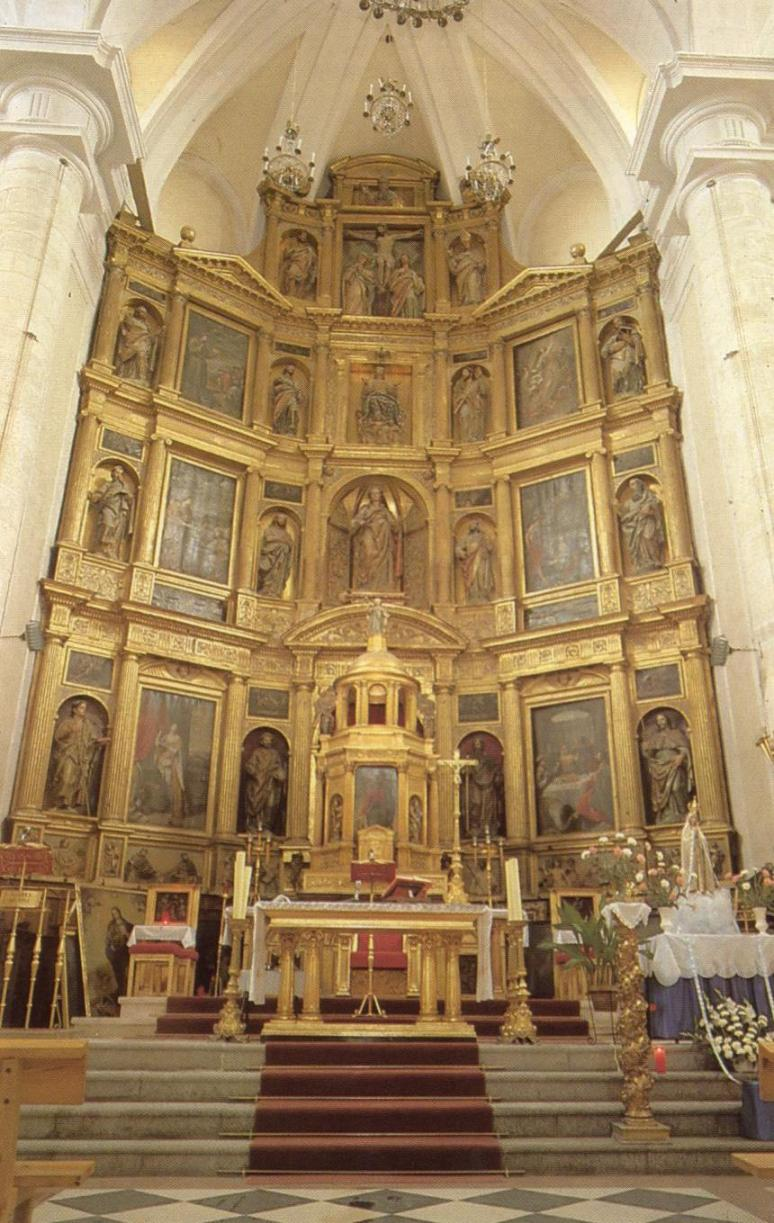
Мігель Мартін дель Ріо, ретабло в Хетафському соборі

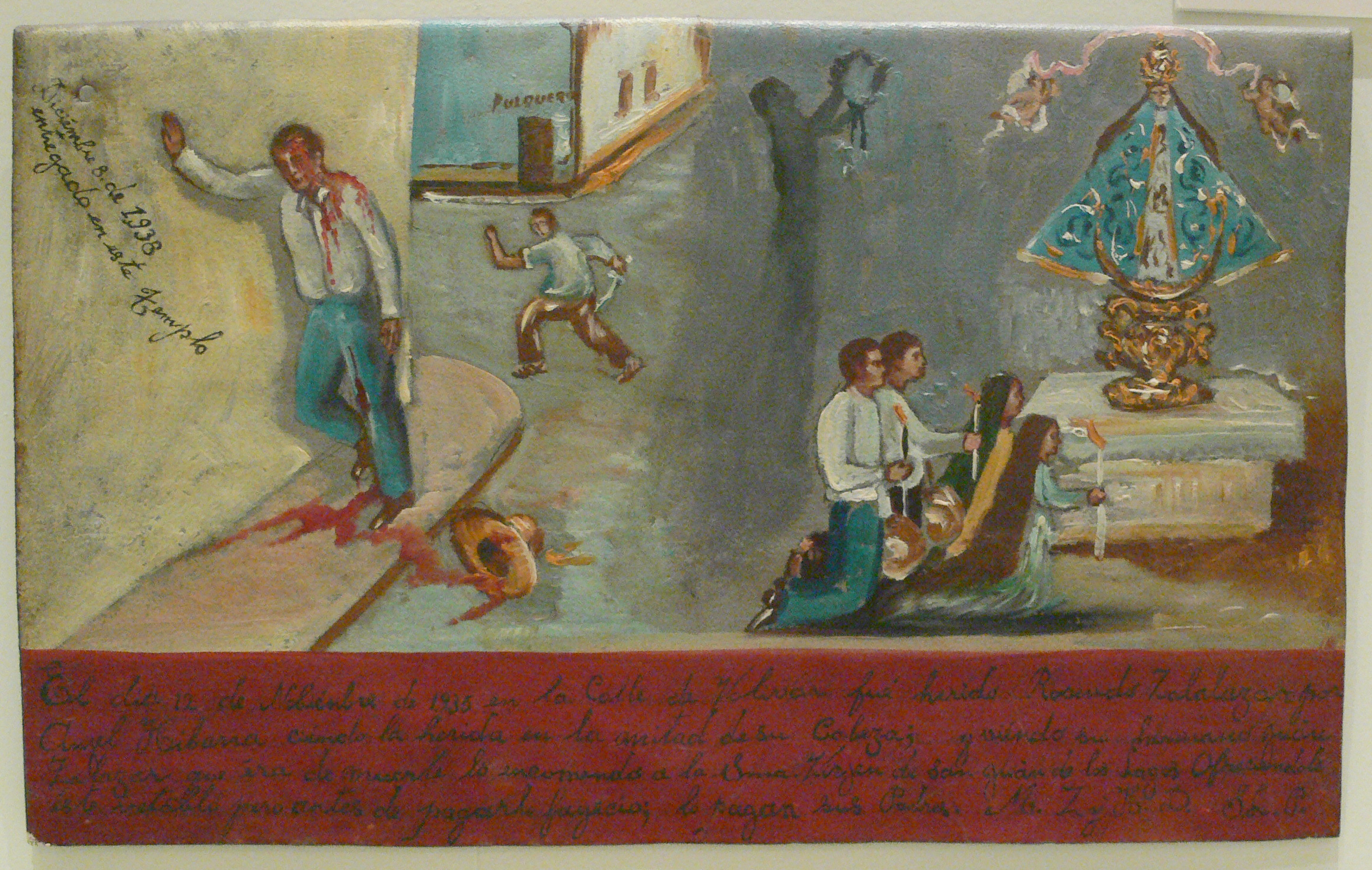
Сучасний мексиканський ретабло з вдячністю Богородиці Сан-Лагос за виживання після ножового удару

Ретабло, ретабель або іспанський іконостас (retablo — від лат. retro — за, позаду і tabula — дошка, спочатку retrotabulum) — іспанський варіант вівтарного образу.
Ретабло являє собою складну архітектурно-декоративну композицію, яка, зазвичай, досягає стелі. Воно включає архітектурне обрамлення, фігурну та орнаментальну скульптуру, а також живописні зображення. Тип виник в середині XIV століття в середньовічній Іспанії. Пізніше поширився і в країни Латинської Америки.
У вужчому значенні слово ретабло вживається для позначення іспанського релігійного живопису періоду Середньовіччя та раннього Відродження, який був частиною цих споруд.
У сучасній Латинській Америці ретабло нерідко представляють собою виконані самими парафіянами ілюстрації побутових історій про те, як їм допоміг той чи інший святий.

## Конструкція ретабло
Ретабло — свого роду стінка з чітко визначеними гранями трискладової конструкції. Вона утворює прямокутний каркас, найчастіше з трьома полями. Поля позначаються вертикальними тягами. У центрі розміщується більше зображення (Марія з немовлям, святий, якому присвячений вівтар, головні євангельські сцени).
Бічні поля зайняті вертикальними та горизонтальними композиціями меншого розміру.
Біля підніжжя ретабло, утворюючи його підставу, тягнеться вузька пределла, де розміщувалися невеликі картини з фігурами святих, сценами їх життя, іноді сюжетами Страстей Христових.

## Матеріал
Ретабло виготовлялися з таких матеріалів — дерево, мармур, алебастр, гіпс. Вони розмальовуються та покривалися позолотою.

## Відмінності від православного іконостасу
- Іконостас ставиться попереду вівтаря, відділяючи його від решти храму та молитовців, а ретабло, навпаки, встановлюється одразу позаду нього.
- Скульптурні елементи в ретабло застосовуються ширше, ніж в православних іконостасах, де з'являються лише з XVIII століття та, за рідкісними винятками, мають підлеглий або декоративний характер.
- Історично іконостас є розвитком ряду ікон, що містилися на балюстраді, що відділяла вівтар (пресвітерій) від решти простору храму, ретабло ж сходить до розпису вівтарної апсиди.

## Живопис ретабло
Іспанські художники, які писали ретабло з середини XIV століття, стояли біля витоків виникнення іспанського живопису періоду Відродження. У певний період вони працювали в руслі «інтернаціональної готики». Особливо примітні каталонські майстри: брати Серра, Луїс Боррас, Бернат Марторель, Хайме Уге (1415—1492), Жауме Басо по прізвиську Жакомарт (прибл. 1410—1461).